# A Traveler's Guide to Space and Time
A Traveler's Guide to Space and Time (срп. Путников водич за простор и време) је први бокс сет немачке пауер метал групе Блајнд гардијан. Садржи 15 компакт-дискова и насловнице, дискографије бенда током Вирџин година, тј. у периоду између 1988. и 2004. када им је издавачка кућа била Вирџин рекордс. Поред седам студијских, два лајв и један компилацијски албума (сви ремастеризовани 2012, неки од њих и прерађени) сет садржи и Imaginations Through the Looking Glass у аудио формату, специјално издање Nightfall in Middle-Earth али и диск са демоима и реткостима. Уз сет такође долази брошура на двадесет страна, ограничени и нумерисани Блајнд гардијан арт принт на специјалном папиру и трзалица за гитару са логом бенда. Овај бокс сет спада у стриктно лимитирано издање, са само 8000 копија направљених широм света.

## Песме

### Диск 1:Battalions of Fear
Дигитално ремастеризован 2012.
1. "Majesty" - 7:29
2. "Guardian of the Blind" - 5:11
3. "Trial by the Archon" - 1:44
4. "Wizard's Crown" - 3:48
5. "Run for the Night" - 3:34
6. "The Martyr" - 6:15
7. "Battalions of Fear" - 6:06
8. "By the Gates of Moria" - 2:52
9. "Gandalf's Rebirth (Нови микс 2013)" - 2:12

### Диск 2:Follow the Blind
Дигитално ремастеризован 2012.
1. "Inquisition" - 0:41
2. "Banish from Sanctuary" - 5:28
3. "Damned for All Time" - 4:58
4. "Follow the Blind" - 7:09
5. "Hall of the King" - 4:16
6. "Fast to Madness" - 5:59
7. "Beyond the Ice" - 3:28
8. "Valhalla (са Каи Хансеном, Гама Реј, Хеловином)" - 4:55
9. "Don't Break the Circle" (Демон обрада) - 4:20
10. "Barbara Ann" (Регентс и Бич бојс обрада) - 1:42

### Диск 3:Tales from the Twilight World
Дигитално ремастеризован 2012. и нови микс 2012.
1. "Traveler in Time" - 6:01
2. "Welcome to Dying" - 4:50
3. "Weird Dreams" - 1:19
4. "Lord of the Rings" - 3:16
5. "Goodbye My Friend" - 5:35
6. "Lost in the Twilight Hall" - 6:03
7. "Tommyknockers" - 5:09
8. "Altair 4" - 1:50
9. "The Last Candle" - 6:02
10. "Run for the Night (Уживо)" - 3:43

### Диск 4:Somewhere Far Beyond
Дигитално ремастеризован 2012. и нови микс 2012.
1. "Time What Is Time" - 5:42
2. "Journey Through the Dark" - 4:48
3. "Black Chamber" - 0:57
4. "Theatre of Pain" - 4:11
5. "The Quest for Tanelorn" - 5:55
6. "Ashes to Ashes" - 6:00
7. "The Bard's Song (In the Forest)" - 3:10
8. "The Bard's Song (The Hobbit)" - 3:37
9. "The Piper's Calling" - 0:57
10. "Somewhere Far Beyond" - 7:32
11. "Spread Your Wings" (Квин обрада) - 4:28
12. "Trial by Fire" (Сатан обрада) - 3:43
13. "Theatre of Pain (Класична верзија)" - 4:11

### Диск 5:Tokyo Tales
Оригинални микс из 1993, дигитална ремастеризован 2012
1. "Inquisition" - 0:49
2. "Banish from Sanctuary" - 6:13
3. "Journey Through the Dark" - 5:12
4. "Traveler in Time" - 6:33
5. "The Quest for Tanelorn" - 6:02
6. "Goodbye My Friend" - 6:27
7. "Time What Is Time" - 6:41
8. "Majesty" - 7:50
9. "Valhalla" - 6:08
10. "Welcome to Dying" - 5:55
11. "Lost in the Twilight Hall" - 7:25
12. "Barbara Ann" - 2:56

### Диск 6:Imaginations from the Other Side
Дигитално ремастеризован 2012. и нови микс 2012.
1. "Imaginations from the Other Side" - 7:10
2. "I'm Alive" - 5:31
3. "A Past and Future Secret" - 3:43
4. "The Script for My Requiem" - 6:54
5. "Mordred's Song" - 5:27
6. "Born in a Mourning Hall" - 5:14
7. "Bright Eyes" - 5:14
8. "Another Holy War" - 4:35
9. "And the Story Ends" - 5:57

### Диск 7:The Forgotten Tales
Оригинални микс, дигитално ремастеризован 2012.
1. "Mr. Sandman" (The Chordettes обрада) – 2:09
2. "Surfin' U.S.A." (The Beach Boys обрада) – 2:23
3. "Bright Eyes" (Акустична верзија) – 4:20
4. "Lord of the Rings" (Оркестарска верзија) – 3:55 )
5. "The Wizard" (Јураја Хип обрада) – 3:16
6. "Spread Your Wings" (Квин обрада) – 4:14
7. "Mordred's Song" (Акустична верзија) – 5:16
8. "Black Chamber" (Оркестарска верзија) – 1:15
9. "The Bard's Song" (Уживо) – 4:11 (
10. "Barbara Ann/Long Tall Sally" (The Regents/Little Richard обрада) – 1:43
11. "A Past and Future Secret" – 3:47
12. "To France" (Мајк Олдфилд обрада) – 4:40
13. "Theatre of Pain" (Оркестарска верзија) – 4:15

### Диск 8:Nightfall in Middle-Earth
Дигитално ремастеризован 2012. и нови микс 2012.
1. "War of Wrath" -	1:50
2. "Into the Storm" - 	4:24
3. "Lammoth" -	0:28
4. "Nightfall" -	5:34
5. "The Minstrel" -	0:32
6. "The Curse of Fëanor" - 5:41
7. "Captured" -	0:26
8. "Blood Tears" -	5:24
9. "Mirror Mirror" -	5:06
10. "Face the Truth" -	0:24
11. "Noldor (Dead Winter Reigns)" -	6:51
12. "Battle of Sudden Flame" -	0:44
13. "Time Stands Still (At the Iron Hill)" -	4:53
14. "The Dark Elf" -	0:23
15. "Thorn" -	6:19
16. "The Eldar" - 	3:39
17. "Nom the Wise" -	0:33
18. "When Sorrow Sang" -	4:25
19. "Out on the Water" -	0:44
20. "The Steadfast" -	0:21
21. "A Dark Passage" -	6:01
22. "Final Chapter (Thus Ends...)" - 0:51

### Диск 9:A Night at the Opera
Дигитално ремастеризован 2012. и нови микс 2012.
1. "Precious Jerusalem" - 6:22
2. "Battlefield" - 5:37
3. "Under the Ice" - 5:44
4. "Sadly Sings Destiny" - 6:04
5. "The Maiden and the Minstrel Knight" - 5:30
6. "Wait for an Answer" - 6:30
7. "The Soulforged" - 5:18
8. "Age of False Innocence" - 6:05
9. "Punishment Divine" - 5:45
10. "And Then There Was Silence" - 14:06

### Диск 10:Live (диск 1)
Дигитално ремастеризован 2012.
1. "War of Wrath" – 1:54
2. "Into the Storm" – 4:52
3. "Welcome to Dying" – 5:28
4. "Nightfall" – 6:20
5. "The Script for my Requiem" – 6:38
6. "Harvest of Sorrow" – 3:56
7. "The Soulforged" – 6:03
8. "Valhalla" – 8:12
9. "Majesty" – 8:19
10. "Mordred's Song" – 6:46
11. "Born in a Mourning Hall" – 5:57

### Диск 11:Live (диск 2)
Дигитално ремастеризован 2012.
1. "Under the Ice" – 6:15
2. "Bright Eyes" – 5:26
3. "Punishment Divine" – 6:21
4. "The Bard's Song (In the Forest)" – 7:48
5. "Imaginations from the Other Side" – 9:40
6. "Lost in the Twilight Hall" – 7:09
7. "A Past and Future Secret" – 4:31
8. "Time Stands Still (At the Iron Hill)" – 5:52
9. "Journey Through the Dark" – 5:43
10. "Lord of the Rings" – 4:34
11. "Mirror Mirror" – 6:06

### Диск 12:Imaginations Through the Looking Glass (Уживо у Кобургу, 2003 диск 1)
Дигитално ремастеризован 2012.
1. "War of Wrath" - 1:10
2. "Time Stands Still (At the Iron Hill)" - 5:16
3. "Banish from Sanctuary" - 6:09
4. "Nightfall" - 5:49
5. "The Script for My Requiem" - 6:11
6. "Valhalla" - 8:28
7. "A Past and Future Secret" - 4:02
8. "Punishment Divine" - 6:07
9. "Mordred's Song" - 5:53
10. "The Last Candle" - 7:33
11. "Bright Eyes" - 5:23

### Диск 13:Imaginations Through the Looking Glass (Уживо у Кобургу, 2003 диск 1)
Дигитално ремастеризован 2012.
1. "Lord of the Rings" - 4:41
2. "I'm Alive" - 5:46
3. "Another Holy War" - 5:00
4. "And Then There Was Silence" - 13:02
5. "The Piper's Calling/Somewhere Far Beyond" - 8:59
6. "The Bard's Song (In the Forest)" - 3:38
7. "Imaginations from the Other Side" - 7:58
8. "And the Story Ends" - 6:14
9. "Mirror Mirror - 6:56

### Диск 14:Nightfall in Middle-Earth (Специјално издање)
Дигитално ремастеризован 2012. и нови микс 2012.
1. "Into the Storm" - 4:27
2. "Nightfall" - 5:34
3. "The Curse of Fëanor" - 5:44
4. "Blood Tears (Нови вокални микс 2012)" - 5:24
5. "Mirror Mirror" - 5:08
6. "Noldor (Dead Winter Reigns)" - 6:52
7. "Time Stands Still (At the Iron Hill)" - 4:56
8. "Thorn" - 6:18
9. "The Eldar" - 3:45
10. "When Sorrow Sang" - 4:28
11. "A Dark Passage" - 6:10

### Диск 15:An Extraordinary Tale
Дигитално ремастеризован 2012.
1. "Welcome to Dying" (Демо) - 4:43
2. "Lord of the Rings" (Демо) - 2:47
3. "The Bard's Song (In The Forest)" (Демо) - 2:58
4. "The Bard's Song (The Hobbit)" (Демо) - 3:45
5. "Theatre of Pain" (Демо) - 4:06
6. "Trial by Fire" (Демо) - 3:45
7. "The Quest for Tanelorn" (Продужена верзија) - 6:42
8. "Harvest of Sorrow" (Ремастер из 2007) - 3:39
9. "I'm Alive" (Демо) - 5:19

## Састав

### Бенд
- Ханси Кирш – вокал, бас-гитара (дискови од 1-7,15) и помоћни вокали (8-9,14)
- Андре Олбрих – соло-гитара, ритам-гитара (4, 6-9) и помоћни вокал (1-5,10-13,15)
- Маркус Зипен – ритам-гитара, акустична-гитара (4,10-13) и помоћни вокал (1-5,10-13,15)
- Томас Штаух – бубњеви

### Гостујући музичари
- Рони Аткинс: помоћни вокали (6—7)
- Пад Бентнер: клавијатура (9), ефекти (9)
- Норман Ешли: нарација (8)
- Даглас Филдин: нарација (8)
- Ханс Питер Фреј: бубњеви (1)
- Томас Хакман: помоћни вокали (2-3,6-9,14)
- Кај Хансен: вокали (2—3), соло-гитара (2—4), помоћни вокали (3)
- Алекс Холцварт: бубњеви (10—11)
- Оливер Холцварт: бас-гитара (8—14), помоћни вокали (10—13)
- Били Кинг: помоћни вокали (4,6-9,14)
- Ролф Кулер: вокали (2,7), помоћни вокали (1-4,6-9,14)
- Аман Малек: помоћни вокали (2,7)
- Џејкоб Мот: акустична гитара (6—7)
- Саша Пијеро: клавијатура (9), ефекти (9)
- Питер Рубсам: гајде (4)
- Борис Шмит: клавијатура (9), ефекти (9)
- Олаф Сенкбел: помоћни вокали (8-9,14)
- Михаел Шурен: клавир (7-9,14), клавијатура (10—13), помоћни вокали (10—13)
- Ото Сидениус: оргуље (7)
- Пит Силк: помоћни вокали (3,7), ефекти (3-4,7), гитаре (4)
- Кристоф Тисен: ритам гитара (1)
- Кале Трап: вокали (2,7), соло-гитара (2,7), помоћни вокали (3-4,7)
- Михаел Вос: помоћни вокали (1)
- Матиас Вајснер: клавијатура (2-4,8-9,14), ефекти (3-4,6-9,14), бас-гитара (4,7)
- Стефан Вил: клавир (4,7)
- Марк Зи: keyboards (5), помоћни вокали (5)
- Макс Зелцнер: флаута (8)